# Gierwiszki
Gierwiszki (lit. Gerviškės) − wieś na Litwie, zamieszkana przez 231 osób, w gminie rejonowej Soleczniki, 12 km na południowy zachód od Soleczników.